# ادوین تنهاوسر
ادوین تَنهاوسِـر (انگلیسی: Edwin Thanhouser؛ ‏ ۱۱ نوامبر ۱۸۶۵ – ۲۱ مارس ۱۹۵۶) تهیه‌کننده فیلم اهل ایالات متحده آمریکا بود. وی بین سال‌های ۱۹۱۰ تا ۱۹۱۷ میلادی فعالیت می‌کرد.
از فیلم‌هایی که وی در آن‌ها نقش داشته‌است، می‌توان به الهام اشاره نمود.